# Karel Declercq
Karel Declercq (Roeselare, 8 maart 1957) is een Vlaams cabaretier.

## Biografie
Karel Declercq studeerde rechten en filosofie in Leuven. Vanaf 1980 bracht hij zijn eerste cabaretoptredens. In 1981 won hij Joi '81, een wedstrijd van Jeugdclub Non Stop in samenwerking met Radio 2. De prijs was een plaatopname, die er kwam in 1984. Ondertussen was hij assistent in de logica geworden aan de Katholieke Universiteit Leuven, een beroep dat hij in 1990 ruilde voor dat van cabaretier.
Sedert 1991 brengt hij jaarlijks een Komisch Jaaroverzicht. Hij beperkt zich daarbij niet tot conference maar kiest vaak een specifieke vorm voor zijn nummers. Het samenspelen met de televisie is zo’n vorm. Zo speelt hij een koninklijke kerstrede in twee talen, maar hij gebruikt de interactie met het scherm ook om in twee stemmen te zingen. Soms worden ook klassieke melodieën voorzien van een parodiërende tekst.
Karel Declercq werkte mee aan radioprogramma's als Villa Musica, Het Gelag en Ochtendkuren, vooral met imitaties, typetjes en persiflages op de actualiteit. Op tv was hij onder meer te gast in De Drie Wijzen en Vive le vélo.
Declercq is bekend geworden door enkele verkiezingsstunts: in 1999 ging hij stemmen vermomd als dioxinekip, later ook als Guy Verhofstadt, Elio Di Rupo, Donald Trump of Joost Klein.
Karel Declercq is de vader van profrenners Tim Declercq (Lidl-Trek) en Benjamin Declercq (Arkéa–Samsic), wat aanleiding gaf tot de voorstelling "Sterren op de Koersvloer" - een ludieke kijk op het wielrennen.
Eind 2024 vierde hij zijn 3.600e optreden. Hij treedt vooral op voor Culturele Centra, verenigingen en sociale organisaties. Kenmerkend hierbij is het inspelen op het publiek.

## Programma's
- "België Schalks Bekeken", dat rond de jaarwisseling de vorm aanneemt van een Komisch Jaaroverzicht. In 2021 en 2022 onder de titel: 'het Coronacabaret'.
- "Sterren op de Koersvloer - een komische kijk op de koers"
- "De Keurschlager", een meezingprogramma rond het levenslied
- "Het Dementiecabaret - een programma om nooit meer te vergeten"
- "'t Zwyn deur de Bjèten - een stomende cursus West-Vlaams"
- Vroegere programma's: "Het Jolijt van de Actualiteit", "België in z'n Blootje", "Brave little Belgium - 12 maanden plezier in Vlaamse velden" en "Klassiek met een Knipoog" (met sopraan Brigitte Geerts of Ann De Winter).

## Discografie
- "Karel Declercq" LP (1984)
- "Declercq maakt een nieuw gerecht", "Renault", "Kloon" (1998)
- "Karel Declercq Live", fragmenten uit komisch jaaroverzicht (1999)
- "Verhofstadt goes classic" (2000)
- Gelegenheidscd's: "Formatielied" (2008), "Wilfried en Miet" (2009), "Herman Van Rompuy for president" (2010), "De Coup van Q" (2012), "Gasboetelied" (2013), "Blauwe Michel" (2014), "Rempo Evecoel" (2022), "Conner come back' (2024).